# Frasquita
Frasquita (niem.: Frasquita) – operetka Franza Lehára w trzech aktach z 1922 roku. Premiera miała miejsce 12 maja 1922 roku w Wiedniu w Theater an der Wien. Libretto zostało napisane przez Alfreda Marię Willnera i Heinza Reicherta.

## Historia utworu
Libretto napisali Willner i Reichart opierając się na bardzo popularnej w owym czasie powieści Pierre’a Louyisa Kobieta i pajac (La femme et le pantin). Lehár przyjął tekst bez zastrzeżeń. Od czasu jego Idealnej żony nikt nie napisał operetki hiszpańskiej, było to zatem znów coś świeżego, choć jak na klasyczną operetkę libretto było zbyt dramatyczne o ostrych konfliktach. Lehár wolał więc przygotować publiczność, wyjaśniając w wywiadach, że to właściwie nie jest operetka. Reżyserii spektaklu podjął się Emil Guttmann, który też wystąpił w roli Girota. Premiera miała miejsce 12 maja 1922 roku w Theater an der Wien. Powodzenie przedstawienia było duże. Nie był to może sukces na miarę Wesołej wdówki czy Hrabiego Luksemburga, niemniej grały ją niemal wszystkie teatry operetkowe Europy. W 1933 roku wystawiono Frasquitę w Paryżu jako operę komiczną. Rok później sfilmowano ją w Niemczech, z Heinzem Rühmannem w roli Armanda. W polskiej inscenizacji (premiera 5 lutego 1924) swą ostatnią wielką kreację stworzyła Lucyna Messal.

## Osoby
- Aristide Girot, dyrektor fabryki
- Dolly, jego córka
- Armand Mirbeau, jego bratanek
- Hipolit Gallipot, młody naukowiec, przyjaciel Armanda
- Frasquita, Cyganka
- Sebastiano, młody Cygan
- Fernandez, stary Cygan
- Palanka, stara Cyganka
- Juan, właściciel oberży
- Franconi, kierownik lokalu "Alhambra"
- Inez, piosenkarka
- Luiza, młoda Hiszpanka
- Filip, kamerdyner[3]

## Treść

### Akt I
Miejscowy potentat finansowy Aristide Girot oczekuje przed oberżą Juana na swego bratanka, Armanda, którego nie widział od lat, a którego zaprosił do Barcelony, aby go wydać za swą córkę Dolly. Armand przyjeżdża ze swym przyjacielem, młodym naukowcem Hipolitem. Dolly bierze początkowo Hipolita za przeznaczonego jej męża. Gdy nieporozumienie się wyjaśnia i tak jej serce bije silniej dla nieporadnego, lecz pełnego wdzięku naukowca, niż dla olśniewającego światowca, jakim jest Armand. Dolly, speszona, wyznaje zresztą, że za tak "prawdziwego paryżanina" strach wychodzić za mąż, bo nie wiadomo czy pozostanie wierny.
Drogą przeciąga tabor cygański, oberżysta Juan przepędza Cyganów, którzy chcą się czegoś napić, wymyślając im od złodziei i darmozjadów. Przeciw obelgom protestuje piękna Frasquita. Na jej widok nikt już nie żąda, by Cyganie odeszli, proszą ją o taniec i śpiew. Frasquita śpiewa, nie chce jednak tańczyć. Gdy jedna z miejscowych dziewcząt, Luiza zaczyna tańczyć, Frasquita kpi z niej. Dochodzi do sprzeczki i rozdrażniona Cyganka wyciąga nóż. Armand rozdziela skłócone kobiety, w zamieszaniu gubi złotą papierośnicę i w pierwszym odruchu posądza o jej kradzież Frasquitę. Oburzona Cyganka odchodzi przyrzekając zemstę.
Armand odnajduje papierośnicę i czuje wyrzuty sumienia z powodu zarzutu uczynionego Frasquicie. Zaaferowany swoimi kłopotami nie zwraca uwagi na flirt Dolly z Hipolitem. Tymczasem wraca Frasquita, Armand stara się ją przeprosić. Ona traktuje go chłodno, po czym udaje zainteresowanie nim, wręcza mu kwiat, całuje go i ucieka. Armand wie, że musi ją jeszcze spotkać, że ją kocha.

### Akt II
Girot z córką i gośćmi z Paryża wchodzą do lokalu "Alhambra". Na podium tańczy Frasquita. Jej piosenka działa na Armanda jak opium. Po występie wyznaje Cygance miłość. Frasquita stara się jeszcze bardziej rozbudzić jego uczucia, każe sobie przynieść bukiet róż. Dolly widząc, że jej przyszły mąż traci głowę dla innej postanawia się z nim rozmówić. Armand nie panuje już jednak nad sobą, obraża ją. Zrobi wszystko, by zdobyć miłość Cyganki (Skarbie mój, nocy tej czekam cię). Namawia Frasquitę, by spotkała się z nim jeszcze tej nocy, ona zaś kpi sobie z niego, żąda, by pozostał z nią teraz. Girot przynagla do wyjścia. Armand stawia wszystko na jedną kartę, zrywa z Dolly i jej ojcem, wolny od wszelkich zobowiązań chce zostać z Frasquitą. Kapryśna Cyganka każe mu teraz odejść, nie chce dawać powodów do plotek. Prosi, by wrócił za pół godziny, gdy wszyscy opuszczą lokal. Triumfuje, usatysfakcjonowana upokorzeniem człowieka, który ją obraził, rzuca się w wir zabawy. Daje specjalny występ, prowokuje mężczyzn swym tańcem, piosenkami i strojem.
Powraca Armand, widząc Frasquitę w takim stanie, wywołuje awanturę. Cyganka wyjaśnia mu, że jej udawane uczucie do niego było aktem zemsty, że go nienawidzi. Przywołuje Sebastiana i jemu pozwala się obejmować i całować. Zgnębiony Armand odchodzi, a Frasquita przyznaje przed Sebastianem, że kocha Armanda. Jej nienawiść przemieniła się niepostrzeżenie w miłość.

### Akt III
Armand samotnie spędza czas w swoim paryskim mieszkaniu rozmyślając o Frasquicie. Przyjaciele zapraszają go na karnawałowe przyjęcie, nie są jednak w stanie zmienić jego nastroju. Nieoczekiwanie zjawia się Frasquita. Teraz ona wyznaje miłość Armandowi. Ból, jaki mu zadała jest jednak jeszcze zbyt silny, nie może jej wybaczyć i prosi, by odeszła. Twoje usta kłamią - upiera się Frasquita - twoje oczy mówią, że mnie kochasz. Ostatecznie odchodzi.
Przybywają Hipolit i Dolly, by zawiadomić Armanda o swoim ślubie i o tym, że bardzo się kochają. Wraz z nimi przybywa również papa Girot, który pogodził się już z tym, że to Hipolit będzie jego zięciem i teraz chciałby pomóc Armandowi i Frasquicie. Opowiada Armandowi bajeczkę, że ma pewien flirt i chciałby skorzystać z jego garsoniery. Prosi, by Armand napisał bilecik zapraszający ową dziewczynę. Armand, nie podejrzewając podstępu, spełnia prośbę stryja i znowu zostaje sam. Rozmyśla jak zwykle o Frasquicie, z pamięci przywołuje słowa pierwszej piosenki, jaką usłyszał z jej ust i nagle słyszy, że Frasquita dośpiewuje refren.
Wróciła. Czyż mnie nie wzywałeś? - pyta. Armand domyśla się, że wezwał ją owym bilecikiem, który na prośbę stryja napisał, dołączając także klucz. Nie chce jednak komplikować sytuacji wyjaśnieniami i bierze Frasquitę w ramiona.

## Opinie o utworze
Po premierze Frasquity gazeta "Neue Freie Presse" z dnia 13 maja 1922 roku pisała: Czasy mamy poważne, ale i operetki nie są dziś wesołe. Czasy mamy przykre i brutalne, a operetki nie myślą za nimi pozostawać w tyle. Wtórował jej "Neues Wiener Journal" z tego samego dnia: W miejsce humoru wprowadzono melancholijną erotykę i mocno przyciężki tragizm nie znajdujący uzasadnienia w samym konflikcie. Panowie Willner i Reichert prawdopodobnie zapatrzyli się na Carmen, lecz w demoniczną siłę i niegodziwość ich Frasquity można im tylko wierzyć na słowo honoru. Współczesne opinie są bardziej przychylne dla autorów libretta. Wskazuje się na podjętą przez autorów próbę nadania operetce bardziej dramatycznego wyrazu, przy zachowaniu jej rozrywkowego charakteru.
O muzyce "Neues Wiener Journal" pisał znacznie przychylniej: Cała wielka sztuka Lehára ujawnia się w malowaniu sytuacji, w dobieraniu właściwych dramatycznych dźwięków dla oddania scenicznych namiętności. Godne podkreślenia jest również i to, że udaje mu się szczęśliwie unikać gwałtownych rytmów "Carmen" i przesadnego akcentowania momentów jaskrawych, brutalnych; raz jeszcze udowadnia nam, że nad wszystkimi formami muzycznymi panuje po mistrzowsku; jego artystyczne możliwości wyżywają się w wielkim, lirycznym temacie wolnego walca, w pełnych temperamentu scenach ansamblowych i w przeuroczej pieśni Armanda "Skarbie mój nocy tej czekam cię". Piosenka ta pozostała niezwykle popularnym przebojem przez całe dziesięciolecia. Zwracano również uwagę na funkcję tańca jako ważnego elementu akcji. Frasquita sporo tańczy, przy czym nigdy nie jest to wstawka baletowa, którą bez szkody dla dramaturgii utworu można usunąć lub przenieść w inne miejsce. Zawsze jest to taniec posiadający wyraz dramatyczny i ściśle związany z akcją sceniczną.